# Oregon Jack Creek Indian Reserve 5
Oregon Jack Creek Indian Reserve 5 är ett reservat i Kanada.   Det ligger i provinsen British Columbia, i den södra delen av landet, 3 400 km väster om huvudstaden Ottawa.
I omgivningarna runt Oregon Jack Creek Indian Reserve 5 växer i huvudsak barrskog. Runt Oregon Jack Creek Indian Reserve 5 är det mycket glesbefolkat, med 3 invånare per kvadratkilometer.